# 운학동 돌무지
운학동 돌무지는 대한민국 경기도 용인시 처인구 운학동에 있다. 1997년 12월 10일 용인시의 향토문화재 제42호로 지정되었다.